# Friedrich Simon Morgenstern
 Friedrich Simon Morgenstern (* 31. Januar 1727 in Halle (Saale); † 21. August 1782 in Magdeburg) war ein deutscher Mediziner und Naturforscher.

## Leben

### Herkunft

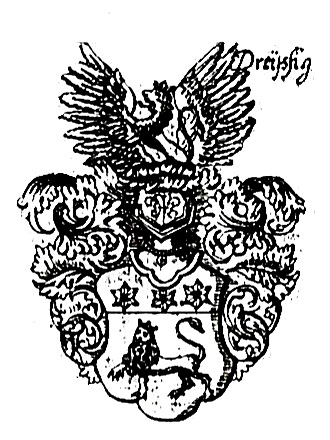
Wappen der Dreyßig. Patrizische Herkunftsfamilie mütterlicherseits.

Friedrich Simon Morgenstern war ein Sohn von Hofrat Simon Morgenstern (1689–1747), der preußischer Regierungsrat des Herzogtums Magdeburg und Pfänner zu Halle war, und seiner Frau Anna Constantia Dreyßig (1703–1763). Sein Großvater mütterlicherseits war Constantin Dreyßig (1661–1720), Worthalter, Pfänner und Handelsmann zu Halle sowie ein Enkel des Martin Dreyßig (des Älteren; 1603–1664), Tuchhändler zu Döbeln. Nikolaus Morgenstern (1685–1761) war sein Onkel, der eine Professur an der Juristischen Fakultät in Halle bekleidete, dann aber vorübergehend nach Holland fortging und nach seiner Rückkehr in Halle als Partikulier lebte. Sein Großvater Simon Morgenstern (1651–1699) arbeitete in Halle als Zinngießer. Dieser Tätigkeit ging auch dessen Vater Jonas Morgenstern (1623–1685) in Dippoldiswalde, Pirna und Alt-Geising nach; er war Sohn des Simon Morgenstern († 1628), eines protestantischen Pfarrers in Eulau (heute Jílové u Děčína) und Possendorf, der Friedrich Simon Morgensterns ältester nachweisbarer Vorfahre ist.

### Studium und Wirken
Ab 1747 studierte er an der Universität Halle Medizin und wurde bei Johann Juncker 1750 promoviert. Morgenstern wirkte anschließend zunächst bis 1754 als Arzt in Zerbst und danach als Arzt und später als Stadtphysikus und Beisitzer des medizinischen Collegiums in Magdeburg sowie darüber hinaus auch als Hebammenlehrer im Herzogtum Magdeburg und in der Grafschaft Mannsfeld.
Morgenstern war Mitglied der Churfürstlich Mayntzischen Academie nützlicher Wissenschaften und wurde am 24. Januar 1756 mit dem akademischen Beinamen Christogenes III. als Mitglied (Matrikel-Nr. 607) in die Leopoldina aufgenommen.

### Familie
Er war seit 1767 verheiratet mit der 21 Jahre jüngeren Johanna Katharina Morgenstern, geb. Brömme, der Autorin einer später als „Magdeburger Kochbuch“ bekannt gewordenen Schrift „Unterricht für ein junges Frauenzimmer, das Küche und Haushaltung selbst besorgen will, aus eigner Erfahrung ertheilt von einer Hausmutter“. Der Philologe und Bibliothekar Karl Morgenstern und der Kaufmann und Abgeordnete August Morgenstern waren die Söhne des Ehepaars.

## Schriften
- Dissertatio Inavgvralis Chemico-Medica De Antimonii Crvdi Vsv Interno. Grunert, Halae 1750 (Digitalisat)
- mit Samuel A. D. Tissot: Tissots der Arzneygelahrheit Doctors bey der Facultät zu Montpellier, practische Vertheidigung des Einpfropfens der Pocken, nebst einem Versuch über die Veränderung der Stimme. Kümmeln, Halle 1756 (Digitalisat)
- Descriptio cancri marini vulgo Eremitae. In: Nova acta physico-medica Academiae Caesareae Leopoldino-Carolinae Naturae Curiosum, I, 1757,  S. 375–379 (Digitalisat)
- Friedrich Simon Morgensterns Unterricht in der Hebammenkunst nebst einer kurzen diätetischen und medicinisch-practischen Anweisung für Schwangere, Gebährende, Wöchnerinnen, und neugeborne Kinder. Creutz, Magdeburg 1779 (Digitalisat)